# 马哈麻·不剌
马哈麻·不剌（?—1380年），又作马合麻·布剌克、吉牙撒丁·马哈麻·不剌，金帳汗國君主，是马麦拥立的大汗。
金帳汗國权臣马麦首先拥立奥都剌为大汗。奥都剌之后，1370年，马麦再拥立马哈麻·不剌为大汗。他在新马扎儿、新克里米亚、阿斯特拉罕曾经铸币。1372年，败于白帐汗国的兀鲁斯汗。爱别汗从哈只·彻尔客思手中夺得萨莱，兀鲁斯和马哈麻·不剌乘乱相继占领萨莱。1375年底，萨莱被合罕别占据，成为金帳汗國大汗的合罕别和阿剌卜沙在伏尔加河争雄。1380年，马麦败于莫斯科大公德米特里·顿斯科伊。接着又被白帐汗国的脱脱迷失击败。1380年，马哈麻·不剌死去。1382年，马麦逃亡至克里米亚时，被同盟的热那亚人杀死。金帐汗国重归统一。
| 前任： 奥都剌        | 金帐汗国君主 1370年—1372年 | 繼任： 兀鲁斯   |
| 前任： 哈只·彻尔客思 | 金帐汗国君主 1375年        | 繼任： 兀鲁斯   |
| 前任： 兀鲁斯        | 金帐汗国君主 1375年        | 繼任： 合罕别   |
| 前任： 合罕别        | 金帐汗国君主 1375年—1380年 | 繼任： 脱脱迷失 |